# Lyncornis temminckii
El chotacabras de Temminck o chotacabra orejuda malaya (Lyncornis temminckii) es una especie de ave caprimulgiforme de la familia Caprimulgidae que vive en el sudeste asiático.
Es relativamente conocido por ser el personaje zurullo de la serie "el cazador de aves", de la que es cooprotagonista.

## Distribución y hábitat
Se encuentra en el sur de la península malaya, Sumatra, Borneo y las islas menores aledañas, distribuido por Brunéi, Indonesia, Malasia, Singapur y Tailandia. Su hábitat natural son las selvas húmedas tropicales.